# Шикунова, Ирина Семёновна
Ирина Семёновна Шикунова (бел. Ірына Сямёнаўна Шыкунова; 15 марта 1940, д. Коммуна, Любанский район, Минская область, БССР — 6 марта 2020) — белорусская советская оперная певица (лирическое сопрано), педагог. Лауреат Межреспубликанского конкурса вокалистов в Минске (1962), заслуженная артистка БССР (1972), народная артистка БССР (1980), лауреат Государственной премии БССР (1980), академик Международной Академии наук Евразии (1998), награждена медалью Франциска Скорины (2010).

## Биография
Ирина Семёновна Шикунова родилась 15 марта 1940 года в деревне Коммуна Любанского района Минской области. По окончании в 1956 году средней школы № 2 города Дзержинска Минской области обучалась на отделении сольного пения Белорусской государственной консерватории. По завершении учёбы в 1964 году была распределена в Государственный академический Большой театр оперы и балета БССР и на протяжении четверти века была его ведущей солисткой.
Шикунова исполняла свыше 30 крупных оперных партий: Иосифа («Ясный рассвет» А. Туренкова), Марфочка («Алеся» Е. Тикоцкого), Оксана, Светлана («Когда опадают листья», «Колючая роза» Ю. Семеняко), Ирина («Седая легенда» Д. Смольского, Государственная премия БССР (1980)), Галька («Галька» С. Монюшко), Татьяна, Иоланта, Лиза («Евгений Онегин», «Иоланта», «Пиковая дама» П. Чайковского), Виолетта, Дездемона, Елизавета («Травиата», «Отелло», «Дон Карлос» Дж. Верди), Марфа, Купава («Царская невеста», «Снегурочка» Н. Римского-Корсакова), Маргарита («Фауст» Ш. Гуно), Эльза («Лоэнгрин» Р. Вагнера), Донна Анна, Графиня («Дон Жуан», «Свадьба Фигаро» В. А. Моцарта), Ярославна («Князь Игорь» А. Бородина) и другие.
Проходила стажировку в миланском театре Ла Скала (1970—1971). Побывала на гастролях в Финляндии, Германии, Польши, пела во многих театрах бывшего СССР.
С 1989 года преподавала на кафедре пения Белорусской академии музыки, с 2001 года доцент. Среди её учеников солистки Большого театра Беларуси Татьяна Петрова и Елена Сало.